# Усть-Кумир
Усть-Кумир (алт. Кайрукун) — село в Усть-Канском районе Республики Алтай России. Административный центр Талицкого сельского поселения.

## География
Расположено в горно-степной зоне западной части Республики Алтай и находится у рек Чарыш, Талица, Кумир. В полукилометре к востоку — с. Талица.
Абсолютная высота 729 метров выше уровня моря.
Уличная сеть
состоит из десяти географических объектов:
- Переулки: Почтовый пер., Проездной пер., Проточный пер., Речной пер.
- Улицы: ул. Береговая, ул. Зелёная, ул. Интернациональная, ул. Космонавтов, ул. Подгорная, ул. Проездная, ул. Фестивальная

## Население
| 2010 | 2011 | 2012 | 2013 | 2014 | 2015 |
| ---- | ---- | ---- | ---- | ---- | ---- |
| 484  | ↘483 | ↘473 | ↘457 | ↘454 | ↗466 |
| 2016 |      |      |      |      |      |
| ↘458 |      |      |      |      |      |

Национальный состав
Согласно результатам переписи 2002 года, в национальной структуре населения русские составляли 64 % от общей численности населения в 436 жителей

## Инфраструктура
МБОУ «Усть-Кумирская СОШ». СП «Усть-Кумирский детский сад».
Почтовое отделение (Зеленая ул, 29).
Администрация сельского поселения.

## Транспорт
Стоит на автодороге регионального значения «Усть-Кан — Коргон» (идентификационный номер 84К-109) протяженностью 63,055 км.
Начальный пункт автодороги регионального значения «Усть-Кумир — Санаровка» (идентификационный номер 84К-113) протяженностью 8,7 км. (Постановление Правительства Республики Алтай от 12.04.2018 N 107 «Об утверждении Перечня автомобильных дорог общего пользования регионального значения Республики Алтай и признании утратившими силу некоторых постановлений Правительства Республики Алтай»).